# Escala Edmonton
L'Avaluació de símptomes d'Edmonton és un instrument de referència per la valoració de 8 símptomes (dolor, fatiga, nàusees, depressió, ansietat, somnolència, gana i sensació de benestar) o 10 símptomes (els anteriors més la falta d'aire i la dificultat per dormir) en pacients en cures pal·liatives. Cada símptoma es valora en l'escala de 0 (absència) a 10 (màxim símptoma).